# Sphinctogonia comitatula
Sphinctogonia comitatula är en insektsart som beskrevs av Melichar 1926. Sphinctogonia comitatula ingår i släktet Sphinctogonia och familjen dvärgstritar. Inga underarter finns listade i Catalogue of Life.